# جاك غراهام (لاعب كرة قدم أسترالية أسترالي)
جاك غراهام (بالإنجليزية: Jack Graham)‏ هو لاعب كرة قدم أسترالية أسترالي، ولد في 25 فبراير 1998.

## وصلات خارجية
- جاك غراهام على موقع AustralianFootball.com (الإنجليزية)
- جاك غراهام على موقع AFLtables.com (الإنجليزية)